# Hillsboro (Dacota do Norte)
Hillsboro é uma cidade localizada no estado norte-americano de Dacota do Norte, no Condado de Traill. A cidade foi fundada em 1881. É a sede de condado de Traill.

## Demografia
Segundo o censo norte-americano de 2000, a sua população era de 1563 habitantes.
Em 2006, foi estimada uma população de 1508, um decréscimo de 55 (-3.5%).

## Geografia
De acordo com o United States Census Bureau tem uma área de 2,8 km², dos quais 2,8 km² cobertos por terra e 0,0 km² cobertos por água. Hillsboro localiza-se a aproximadamente 276 m acima do nível do mar.

## Localidades na vizinhança
O diagrama seguinte representa as localidades num raio de 24 km ao redor de Hillsboro.